# Cuenca del Alberche
La Cuenca del Alberche es una comarca de la Comunidad de Madrid.
Los municipios que la forman son:
- Aldea del Fresno
- Cadalso de los Vidrios
- Cenicientos
- Chapinería
- El Álamo
- Navalcarnero
- Navas del Rey
- Pelayos de la Presa
- Rozas de Puerto Real
- San Martín de Valdeiglesias
- Villa del Prado
- Villamanta
- Villamantilla
- Villanueva de Perales